# Heterandria
Genre
Le genre Heterandria regroupe plusieurs espèces de poissons de la famille des Poeciliidae.
Le genre Pseudoxiphophorus  Bleeker, 1860 est un synonyme non valide, il n'était représenté que par Pseudoxiphophorus bimaculatus (Heckel, 1848) dont l'appellation officielle est H. bimaculata.

## Liste des espèces
- Heterandria anzuetoi - Rosen et Bailey in Rosen, 1979
- Heterandria attenuata - Rosen et Bailey in Rosen, 1979
- Heterandria bimaculata - (Heckel, 1848)
- Heterandria cataractae - Rosen, 1979
- Heterandria dirempta - Rosen, 1979
- Heterandria formosa - Girard, 1859 - Poisson-moustique
- Heterandria jonesii - (Günther, 1874)
- Heterandria litoperas - Rosen et Bailey in Rosen, 1979
- Heterandria obliqua - Rosen, 1979